# توماس جيمس ويد
توماس جيمس ويد (بالإنجليزية: Thomas James Wade)‏ هو قسيس أمريكي، ولد في 4 أغسطس 1893، وتوفي في 11 يونيو 1969.